# Onyx Unleashed
Pablo Durango, més conegut com a Onyx Unleashed (Madrid, 1988), és una drag queen i artista multidisciplinària espanyola, coneguda per la seva participació en la segona temporada de Drag Race España.

## Carrera
Pablo Durango va començar a fer drag com a Onyx en una festa del local madrileny El Puñal Dorao, la qual cosa el va ajudar a iniciar el seu procés de desconstrucció de la seva expressió de gènere i identitat.
El 2022 Onyx es va unir al concurs de telerealitat Drag Race España en la seva segona temporada temporada, que va començar a emetre's el març de 2022. Durant el tercer episodi, després de l'actuació de "La Llamadrag", Onyx va rebre crítiques del jurat que la van posicionar entre les candidates a les dues pitjors, una posició que, no obstant això, van acabar ocupant Jota Carajota i Juriji der Klee. En el cinquè episodi, la seva interpretació de Joana la Boja a l'Snatch Game no va ser de grat dels jutges. Això la va portar a ser qualificada entre les dues pitjors, i finalment va ser eliminada després de ser derrotada en una batalla de sincronització labial per l'artista drag Diamante Merybrown.
Després del final d'emissió de la temporada, Onyx va passar a formar part de la gira nacional del Gran Hotel de las Reinas.
Al maig d'aquest mateix any va realitzar una col·laboració de maquillatge amb la revista Glamour.
El juny va aparèixer en el documental Trabajar como drag queen en España, de l'activista pels drets LGBT Daniel Valero, sobre les històries personals de diversos artistes drag, el significat polític d'aquesta expressió artística i la situació de la cultura drag a Espanya. ln 2024 va ser una dels concursants de la primera temporada de Drag Race España: All Stars.
El lloc web Collider va incloure a Onyx en la seva llista de les 10 drag queens més singulars de la franquícia Drag Race.